# Andrea Gallasini

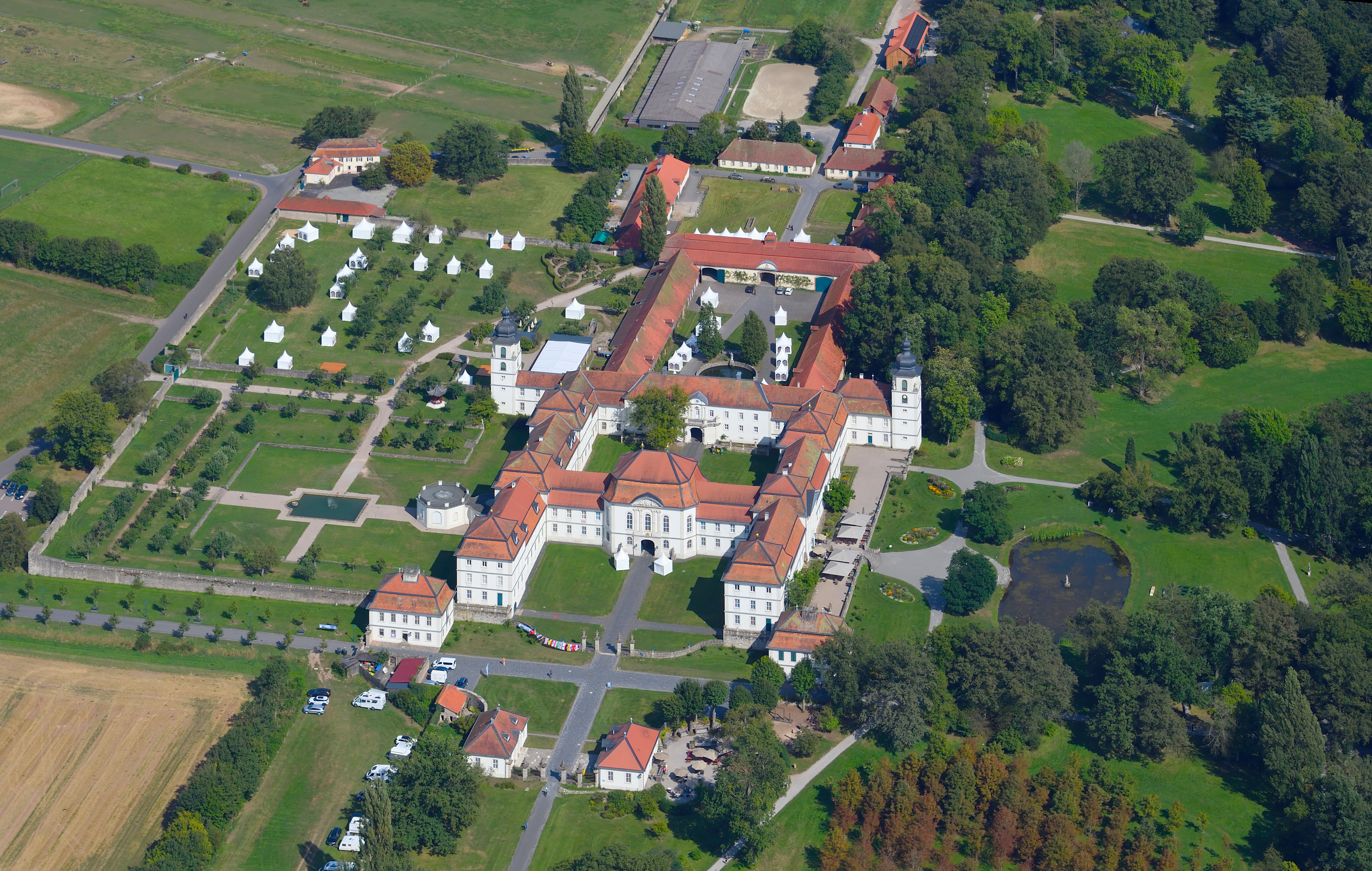
Schloss Fasanerie (Luftaufnahme)

Andrea (Andreas) Gallasini (* 30. Dezember 1681 in Lugano; † 10. Februar 1766 in Bartenstein/Baden-Württemberg) war Stuckateur und Architekt des Barock.

## Leben und Wirken
Andrea Gallasini wurde zum Stuckateur und Architekten ausgebildet und arbeitete zunächst in Mainz. Zwischen 1706 und 1719 entstanden qualitätvolle Stuckarbeiten Gallasinis. Sie finden sich in den Schlössern von Meiningen, Neuwied, Weilburg, Arolsen und Bad Wildungen und im Rathaus von Bad Karlshafen.

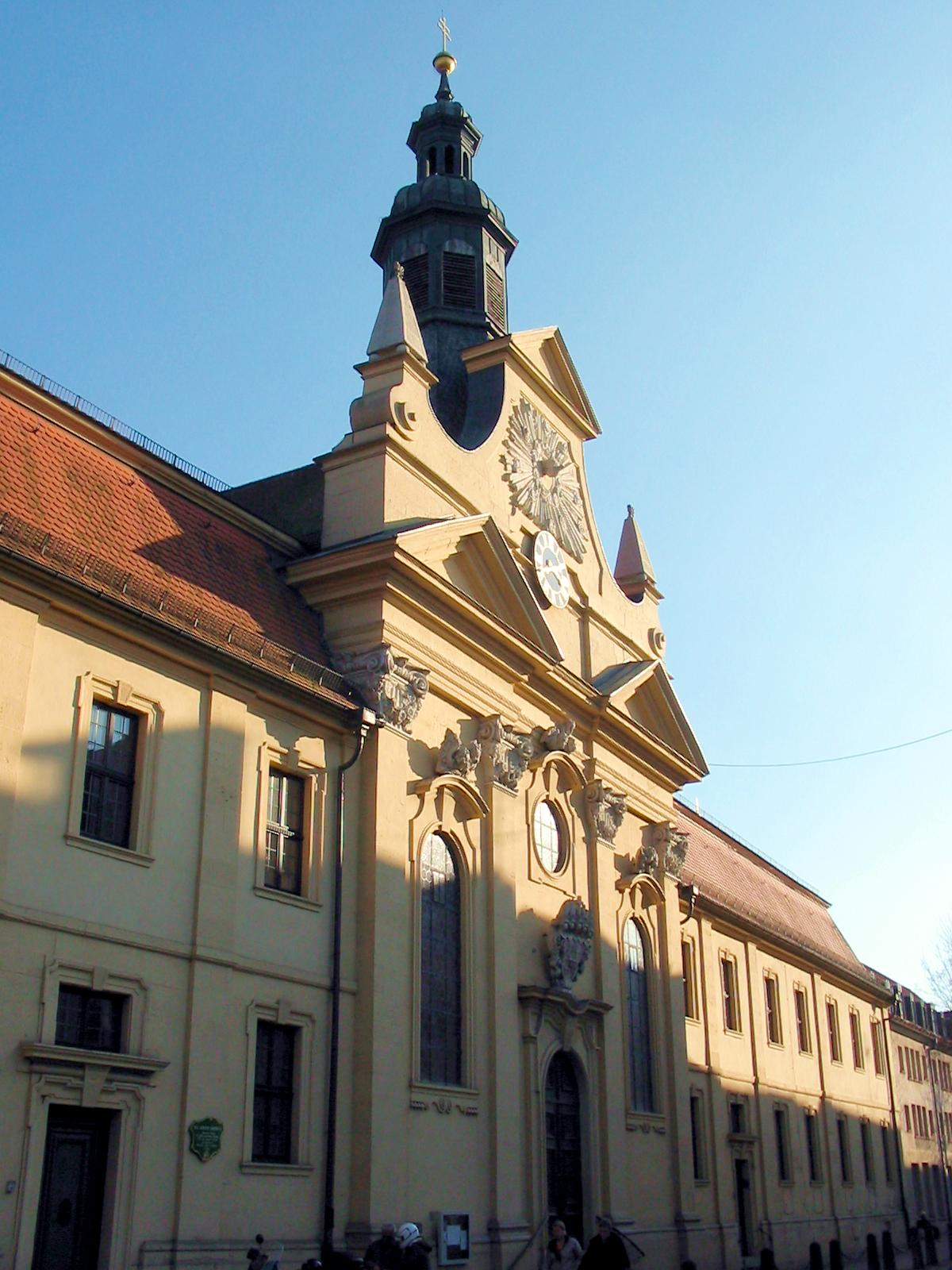
Heilig-Geist-Kirche in Fulda

Als er sich 1720 in Fulda niederließ, wurde er von Fürstabt Adolf von Dalberg zum Bauinspektor und fürstäbtlichen Hofbaumeister ernannt und erlangte das Fuldaer Bürgerrecht. In den folgenden Jahren prägte er nicht nur die spätbarock-architektonische Neugestaltung der Stadt, sondern errichtete auch zahlreiche Gebäude (z. B. in Fulda die Alte Universität, das Palais Buseck (Stift Wallenstein) und das Kanzler-Palais) wie Schlösser, Amtsgebäude und Kirchen im Fuldaer Umland. So gestaltete er beispielsweise Schloss Fasanerie von einem kleinen Jagdschlösschen um zu einem der schönsten Schlösser Hessens, auf seine Pläne geht auch das Schloss Hammelburg zurück. Von den Kirchen ist St. Peter und Paul in Salmünster bemerkenswert. Auch in der thüringischen Rhön wurden einige bedeutende Kirchen nach den Plänen Gallasinis errichtet: in Borsch, Bremen, Dermbach, Eiterfeld, Schleid und Zella, wo er zudem auch die Propstei umbaute.

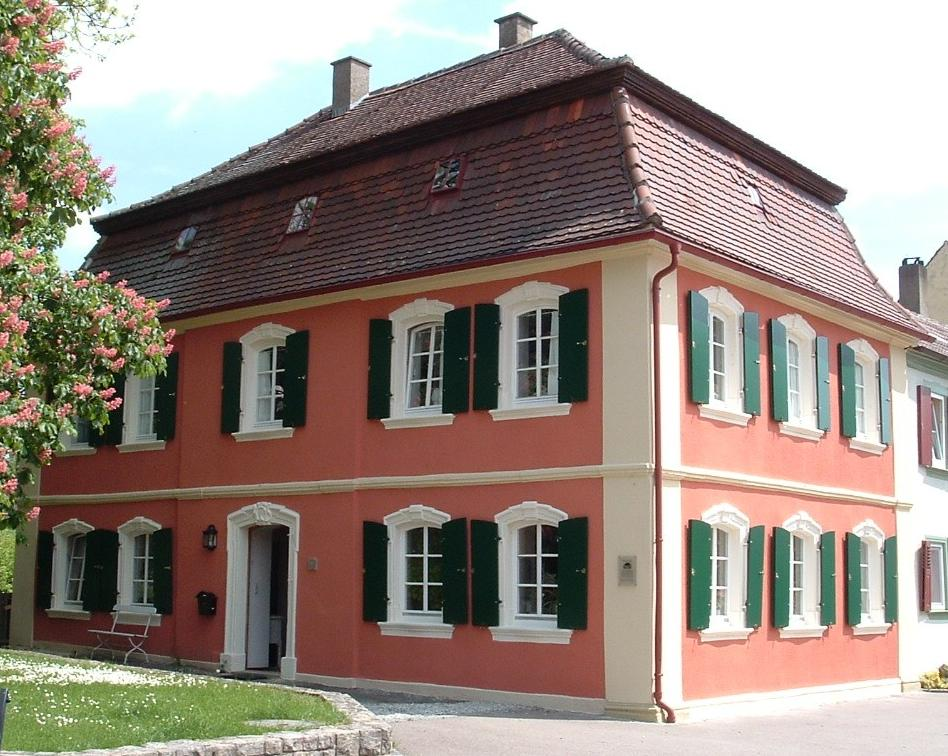
Hofbaumeisterhaus in Bartenstein, erbaut um 1760 nach Plänen von Gallasini

Um 1758/1759 zog er nach Wetzlar. Dort lernte ihn Karl Philipp Fürst von Hohenlohe–Bartenstein, der kaiserliche Reichskammerrichter, kennen und schätzen. Gallasini wurde um 1760 in Bartenstein als Baudirektor angestellt und arbeitete hier bis zu seinem Tod 1766. Seine Schaffenskraft war trotz des hohen Alters ungebrochen. Mit über 80 Jahren entwarf und gestaltete er die barocke Dreiflügelanlage des Schlosses der Fürsten von Hohenlohe–Bartenstein. 

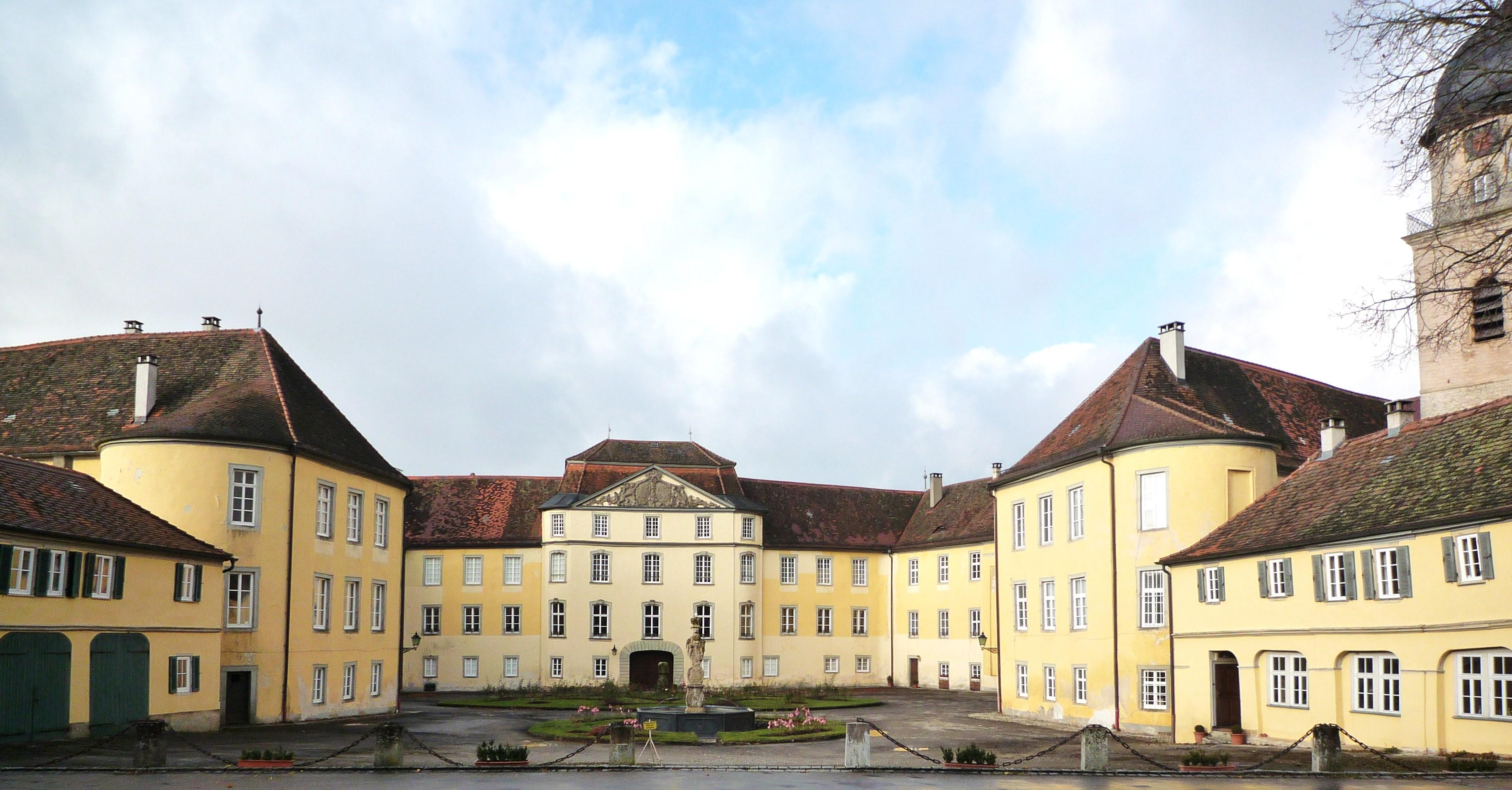
Schloss Bartenstein, barocke Dreiflügelanlage

Dabei integrierte er alte Schlossgebäude. Von Fürst Carl Philipp erhielt er auch den Auftrag für den Innenausbau des Schlosses. Die Anbindung der bereits bestehenden Stadtanlage durch die Errichtung der stattlichen Gebäude in der westlichen Schlossstraße und des Schlossplatzes führte zu einer optischen Ausweitung der Schlossanlage. Das Hofbaumeisterhaus, siehe Bild, schloss den Blick vom Schloss in die Vorstadt ab. Die gelungene Konzeption der auf das Schloss ausgerichteten barocken Stadtanlage mit Bürger-, Beamtenhäusern, Hofgarten und den drei Stadttoren ist ihm zu verdanken. Für die evangelische Kirche von Riedbach (Ortsteil von Schrozberg, Kreis Schwäbisch Hall) lieferte er die Risszeichnungen. Die Kirche, an deren Einweihungsfeier er teilnahm, wurde 1762 eingeweiht.